# Шонго
Шонго — пресноводное озеро на территории Юшкозерского сельского поселения Калевальского района Республики Карелии.

## Общие сведения
Площадь озера — 3,8 км², площадь водосборного бассейна — 217 км². Располагается на высоте 107,3 метров над уровнем моря.
Форма озера лопастная. Берега сильно изрезанные, каменисто-песчаные, местами заболоченные.
В юго-восточный залив Шонго втекает протока из озера Питкаярви.
Через Шонго протекает река Шонга, которая втекает в реку Кепу, впадающую в озеро Кулянъярви. Через последнее протекает река Кемь.
В озере расположено не менее четырёх безымянных островов различной площади.
Код объекта в государственном водном реестре — 02020000911102000005988.